# Lucia Romanov
Pour les articles homonymes, voir Romanov (homonymie).
Lucia Romanov (née le 28 avril 1959) est une joueuse de tennis roumaine, professionnelle dans les années 1980.
En 1982, elle a joué les quarts de finale à Roland-Garros (battue par Chris Evert), sa meilleure performance en simple dans une épreuve du Grand Chelem. 

## Palmarès

### Titre en simple dames
| No | Date       | Nom et lieu du tournoi                   | Catégorie | Dotation | Surface    | Finaliste      | Score    |          |
| -- | ---------- | ---------------------------------------- | --------- | -------- | ---------- | -------------- | -------- | -------- |
| 1  | 07-01-1980 | Avon Futures of Bakersfield, Bakersfield | Futures   | 25 000 $ | Dur (ext.) | Stacy Margolin | 6-4, 6-1 | Parcours |

### Finale en simple dames
Aucune

### Titre en double dames
Aucun

### Finale en double dames
| No | Date       | Nom et lieu du tournoi                     | Catégorie | Dotation | Surface         | Vainqueures                      | Partenaire     | Score    |          |
| -- | ---------- | ------------------------------------------ | --------- | -------- | --------------- | -------------------------------- | -------------- | -------- | -------- |
| 1  | 11-01-1982 | Avon Futures of Hampton Roads Newport News | Futures   | 40 000 $ | Moquette (int.) | Marcella Mesker Carol Lynn Baily | Corinne Vanier | 6-2, 6-1 | Parcours |

## Parcours en Grand Chelem

### En simple dames
| Année | Open d'Australie (janvier) | Open d'Australie (janvier) | Internationaux de France | Internationaux de France | Wimbledon       | Wimbledon        | US Open         | US Open        | Open d'Australie (décembre) | Open d'Australie (décembre) |
| ----- | -------------------------- | -------------------------- | ------------------------ | ------------------------ | --------------- | ---------------- | --------------- | -------------- | --------------------------- | --------------------------- |
| 1979  | n/a                        | n/a                        | 3e tour (1/8)            | Renáta Tomanová          | -               | -                | -               | -              | -                           | -                           |
| 1980  | n/a                        | n/a                        | 1er tour (1/32)          | Dianne Fromholtz         | -               | -                | 4e tour (1/8)   | B. Hallquist   | -                           | -                           |
| 1981  | n/a                        | n/a                        | 1er tour (1/64)          | Hana Mandlíková          | 2e tour (1/32)  | Jo Durie         | 2e tour (1/32)  | Wendy Turnbull | -                           | -                           |
| 1982  | n/a                        | n/a                        | 1/4 de finale            | Chris Evert              | 3e tour (1/16)  | Zina Garrison    | 3e tour (1/16)  | Vicki Nelson   | -                           | -                           |
| 1983  | n/a                        | n/a                        | 2e tour (1/32)           | Kathy Jordan             | 1er tour (1/64) | Camille Benjamin | 1er tour (1/64) | Anne White     | -                           | -                           |
| 1984  | n/a                        | n/a                        | 1er tour (1/64)          | C. Tanvier               | 1er tour (1/64) | S. Cherneva      | 1er tour (1/64) | Lori McNeil    | -                           | -                           |

À droite du résultat, l’ultime adversaire.

### En double dames
| Année | Open d'Australie (janvier) | Open d'Australie (janvier) | Internationaux de France      | Internationaux de France   | Wimbledon                   | Wimbledon                 | US Open                     | US Open                   | Open d'Australie (décembre) | Open d'Australie (décembre) |
| ----- | -------------------------- | -------------------------- | ----------------------------- | -------------------------- | --------------------------- | ------------------------- | --------------------------- | ------------------------- | --------------------------- | --------------------------- |
| 1980  | n/a                        | n/a                        | 1er tour (1/16) Maria Romanov | Jeanne Duvall Y. Vermaak   | -                           | -                         | 2e tour (1/16) K. Horvath   | C. Jolissaint I. Madruga  | -                           | -                           |
| 1981  | n/a                        | n/a                        | 2e tour (1/16) Maria Romanov  | C. Reynolds Paula Smith    | 2e tour (1/16) Eva Pfaff    | R. Fairbank Tanya Harford | -                           | -                         | -                           | -                           |
| 1982  | n/a                        | n/a                        | 2e tour (1/16) Maria Romanov  | Bettina Bunge Kohde-Kilsch | -                           | -                         | 2e tour (1/16) L. Thompson  | Lucy Gordon P. Murgo      | -                           | -                           |
| 1983  | n/a                        | n/a                        | 3e tour (1/8) Duk-Hee Lee     | Jo Durie Anne Hobbs        | 1er tour (1/32) Duk-Hee Lee | Anne Minter E. Minter     | 2e tour (1/16) Duk-Hee Lee  | C. Bassett I. Madruga     | -                           | -                           |
| 1984  | n/a                        | n/a                        | 2e tour (1/16) M. Maleeva     | Sabrina Goleš Petra Huber  | 1er tour (1/32) Pam Casale  | Navrátilová Pam Shriver   | 1er tour (1/32) Betty Stöve | Henricksson Nancy Yeargin | -                           | -                           |
| 1985  | n/a                        | n/a                        | 1er tour (1/32) Debbie Spence | A. Holíková K. Skronská    | -                           | -                         | -                           | -                         | -                           | -                           |

Sous le résultat, la partenaire ; à droite, l’ultime équipe adverse.

### En double mixte
| Année | Open d'Australie (janvier), | Open d'Australie (janvier), | Internationaux de France     | Internationaux de France  | Wimbledon                    | Wimbledon                 | US Open                      | US Open                     | Open d'Australie (décembre), | Open d'Australie (décembre), |
| ----- | --------------------------- | --------------------------- | ---------------------------- | ------------------------- | ---------------------------- | ------------------------- | ---------------------------- | --------------------------- | ---------------------------- | ---------------------------- |
| 1980  | n/a                         | n/a                         | 1/4 de finale S. Krulevitz   | R. Tomanová S. Birner     | -                            | -                         | 2e tour (1/8) S. Krulevitz   | Paula Smith Mel Purcell     | n/a                          | n/a                          |
| 1981  | n/a                         | n/a                         | 1er tour (1/16) S. Krulevitz | B. J. King Ilie Năstase   | 1er tour (1/32) S. Krulevitz | Tracy Austin John Austin  | 1er tour (1/16) S. Krulevitz | Pam Whytcross Cliff Letcher | n/a                          | n/a                          |
| 1982  | n/a                         | n/a                         | 1/2 finale S. Stewart        | C. Monteiro Cássio Motta  | 1er tour (1/32) F. Jauffret  | Virginia Wade V. Amritraj | -                            | -                           | n/a                          | n/a                          |
| 1983  | n/a                         | n/a                         | 3e tour (1/8) F. Segarceanu  | Leslie Allen Charles Buzz | 2e tour (1/16) Lloyd Bourne  | B. Jordan Ferdi Taygan    | -                            | -                           | n/a                          | n/a                          |
| 1984  | n/a                         | n/a                         | 2e tour (1/16) Eric Fromm    | Laura Arraya Pablo Arraya | -                            | -                         | 2e tour (1/16) F. González   | Bettina Bunge Dick Stockton | n/a                          | n/a                          |

Sous le résultat, le partenaire ; à droite, l’ultime équipe adverse.

## Parcours en Coupe de la Fédération
| #                                                                          | Date       | Lieu      | Surface      | Gagnante(s)                      | Perdante(s)                       | Score         |          |
|                                                                            |            |           |              |                                  |                                   |               |          |
| 1978 - 1/4 de finale (groupe mondial) - URSS - Roumanie - 3 : 0            |            |           |              |                                  |                                   |               |          |
| 1                                                                          | 27/11/1978 | Melbourne |              | Natasha Chmyreva Elena Eliseenko | Lucia Romanov Mariana Simionescu  | 6-1, 6-4      | Parcours |
|                                                                            |            |           |              |                                  |                                   |               |          |
| 1979 - 1er tour (groupe mondial) - Roumanie - Mexique - 2 : 1              |            |           |              |                                  |                                   |               |          |
| 2                                                                          | 30/04/1979 | Madrid    | Terre (ext.) | Lucia Romanov                    | Maluca Llamas                     | 6-3, 6-2      | Parcours |
| 2                                                                          | 30/04/1979 | Madrid    | Terre (ext.) | Maluca Llamas Alejandra Vallejo  | Lucia Romanov Maria Romanov       | 6-3, 6-2      | Parcours |
|                                                                            |            |           |              |                                  |                                   |               |          |
| 1979 - 2e tour (groupe mondial) - Roumanie - Suisse - 1 : 2                |            |           |              |                                  |                                   |               |          |
| 3                                                                          | 30/04/1979 | Madrid    | Terre (ext.) | Lucia Romanov                    | C. Jolissaint                     | 6-3, 6-1      | Parcours |
| 3                                                                          | 30/04/1979 | Madrid    | Terre (ext.) | Petra Delhees C. Jolissaint      | Lucia Romanov Mariana Simionescu  | 6-4, 6-2      | Parcours |
|                                                                            |            |           |              |                                  |                                   |               |          |
| 1980 - 1er tour (groupe mondial) - Irlande - Roumanie - 0 : 3              |            |           |              |                                  |                                   |               |          |
| 4                                                                          | 19/05/1980 | Berlin    | Terre (ext.) | Lucia Romanov                    | Caitriona Ruane                   | 6-1, 6-1      | Parcours |
| 4                                                                          | 19/05/1980 | Berlin    | Terre (ext.) | Florenta Mihai Lucia Romanov     | Bernadette Davy Helen Lennon      | 6-2, 6-1      | Parcours |
|                                                                            |            |           |              |                                  |                                   |               |          |
| 1980 - 2e tour (groupe mondial) - Suisse - Roumanie - 1 : 2                |            |           |              |                                  |                                   |               |          |
| 5                                                                          | 19/05/1980 | Berlin    | Terre (ext.) | Lucia Romanov                    | C. Jolissaint                     | 6-1, 6-4      | Parcours |
|                                                                            |            |           |              |                                  |                                   |               |          |
| 1980 - 1/4 de finale (groupe mondial) - Tchécoslovaquie - Roumanie - 2 : 1 |            |           |              |                                  |                                   |               |          |
| 6                                                                          | 19/05/1980 | Berlin    | Terre (ext.) | Renáta Tomanová                  | Lucia Romanov                     | 6-1, 6-4      | Parcours |
|                                                                            |            |           |              |                                  |                                   |               |          |
| 1981 - 1er tour (groupe mondial) - Hongrie - Roumanie - 0 : 3              |            |           |              |                                  |                                   |               |          |
| 7                                                                          | 09/11/1981 | Tokyo     | Terre (ext.) | Lucia Romanov                    | Andrea Temesvári                  | 2-6, 5-2, ab. | Parcours |
|                                                                            |            |           |              |                                  |                                   |               |          |
| 1981 - 2e tour (groupe mondial) - Israël - Roumanie - 0 : 3                |            |           |              |                                  |                                   |               |          |
| 8                                                                          | 09/11/1981 | Tokyo     | Terre (ext.) | Lucia Romanov                    | Orly Bialistozky                  | 6-3, 6-2      | Parcours |
|                                                                            |            |           |              |                                  |                                   |               |          |
| 1981 - 1/4 de finale (groupe mondial) - États-Unis - Roumanie - 3 : 0      |            |           |              |                                  |                                   |               |          |
| 9                                                                          | 09/11/1981 | Tokyo     | Terre (ext.) | Andrea Jaeger                    | Lucia Romanov                     | 6-1, 6-0      | Parcours |
|                                                                            |            |           |              |                                  |                                   |               |          |
| 1983 - 1er tour (groupe mondial) - Roumanie - Canada - 3 : 0               |            |           |              |                                  |                                   |               |          |
| 10                                                                         | 18/07/1983 | Zurich    | Terre (ext.) | Lucia Romanov                    | Angela Walker                     | 6-2, 6-3      | Parcours |
| 10                                                                         | 18/07/1983 | Zurich    | Terre (ext.) | Florenta Mihai Lucia Romanov     | Carling Bassett Jill Hetherington | 6-3, 6-4      | Parcours |
|                                                                            |            |           |              |                                  |                                   |               |          |
| 1983 - 2e tour (groupe mondial) - Suisse - Roumanie - 2 : 1                |            |           |              |                                  |                                   |               |          |
| 11                                                                         | 18/07/1983 | Zurich    | Terre (ext.) | Petra Delhees                    | Lucia Romanov                     | 6-1, 6-4      | Parcours |
| 11                                                                         | 18/07/1983 | Zurich    | Terre (ext.) | Petra Delhees C. Jolissaint      | Lucia Romanov Virginia Ruzici     | 2-6, 6-3, 7-5 | Parcours |